# Jezioro Mikorzyńskie
Jezioro Mikorzyńskie – jezioro polodowcowe typu rynnowego w Polsce, położone w województwie wielkopolskim, w powiecie konińskim, w gminie Ślesin, na obszarze Pojezierza Żnińsko-Mogileńskiego.

## Charakterystyka
Jezioro o znacznym wydłużeniu z południa na północ i dobrze rozwiniętej linii brzegowej. Od północy połączone jest z Jeziorem Ślesińskim, od południa z Jeziorem Pątnowskim.
Wchodzi w skład ciągu jezior rynnowych (tzw. rynna goplańska) stanowiących ślad cyrkulacji wód w podłożu lodowca. Nad jego brzegami znajdują się Ślesin, Mikorzyn, Wąsosze, Półwiosek Stary, Lubomyśle. Od lat 50. jezioro to jest częścią 32-kilometrowego Kanału Ślesińskiego. Jezioro stało się główną atrakcją turystyczną tego obszaru z licznymi ośrodkami wypoczynkowymi. Do wód akwenu dostają się wody ciepłownicze z niedalekich elektrowni w Koninie co sprawia, że temperatura wody jest podwyższona, latem często oscyluje wokół 25 °C.
W południowo-wschodniej części na odcinku 1750 m znajduje się grobla oraz żelbetonowa ściana. Umocnienia te są końcowymi elementami kanału zrzutowego elektrowni konińskich. Dno opada stromą skarpą tworząc 5 wyraźnych zagłębień w akwenie, w środkowej części osiągając największe głębokości. Jest to najgłębsze jezioro spośród jezior konińskich. Pod względem rybackim jezioro typu leszczowego. Występują tu leszcze, krąpie, ukleje, okonie, sandacze, płocie, jazgarze, cierniki, liny i węgorze. Dobre warunki do tarła, żerowania i wzrostu ryb ze względu na dużo roślinności zanurzonej.
Wokół jeziora, zwłaszcza po wschodniej części, duże powierzchnie stanowią lasy mieszane. Atrakcję turystyczną stanowią stare parki podworskie między innymi w Wąsoszach i Piotrkowicach.
W południowej części jeziora znajduje się wyspa Klary zwana też wyspą Zakochanych. Nazwa wyspy związana jest z miejscową legendą.